# Charlaine Harris
Charlaine Harris (Tunica, 25 novembre 1951) è una scrittrice statunitense.
Nota per aver scritto serie di romanzi di genere mystery/fantasy, la più nota è quella vampiresca su Sookie Stackhouse.

## Biografia
Nata e cresciuta nell'area del delta del fiume Mississippi, inizia la propria carriera scrivendo la serie di romanzi Aurora Teagarden, per il suo debutto Real Murders riceve una candidatura all'Agatha Award. Nel 1996 pubblica il primo romanzo della serie Lily Bard (Shakespeare) che si conclude nel 2001.
Nel 2001 con Finché non cala il buio inizia un nuovo ciclo di romanzi denominati The Southern Vampire Mysteries, incentrati sulle vicende di Sookie Stackhouse, una cameriera telepatica della Louisiana innamorata di un vampiro. La serie di romanzi si dimostra un successo commerciale per la scrittrice, venendo tradotti in molti paesi del modo. In Italia i romanzi vengono pubblicati dalla Delos Books in edizione normale e da Fazi Editore in edizione tascabile.
I romanzi con protagonista Sookie Stackhouse hanno ispirato Alan Ball, già creatore della serie televisiva Six Feet Under, nel creare la serie televisiva True Blood, prodotta dalla HBO, con protagonista il premio Oscar Anna Paquin nel ruolo di Sookie.
Nel 2005 pubblica la serie di romanzi con protagonista Harper Connelly, una donna che ha la capacità di determinare la causa della morte di qualsiasi organismo.
Charlaine Harris è membro Mystery Writers of America e dell'American Crime Writers League. È sposata, ha tre figli, e risiede a Magnolia in Arkansas.

## Opere

### Serie Aurora Teagarden
In italia sono stati pubblicato solo 7 romanzi.
1. Real Murders - Il club dei delitti irrisolti (Real Murders) (1990) ISBN 0-8027-5769-3
2. Il mistero del teschio (A Bone to Pick) (1992) ISBN 0-8027-1245-2
3. Tre camere e un corpo (Three Bedrooms, One Corpse) (1994) ISBN 0-684-19643-3
4. Casa Julius (The Julius House) (1995) ISBN 0-684-19640-9
5. Un cadavere in giardino (Dead Over Heels) (1996) ISBN 0-684-80429-8
6. Gioco di inganni (A Fool And His Honey) ISBN 0-312-20306-3
7. L'ultima scena (Last Scene Alive) (2002) ISBN 0-312-26246-9
8. Poppy Done to Death (2003) ISBN 0-312-27764-4
9. All the Little Liars (2016) ISBN 1250090032
10. Sleep Like a Baby (2017) ISBN 978-1-250-09006-5
11. Deeply Dead, racconto contenuto nell'antologia Murder, They Wrote

### Serie Lily Bard (Shakespeare)
1. Omicidio a Shakespeare - I misteri di Lily Bard (Shakespeare's Landlord) (1996) ISBN 0-312-14415-6
2. Incidente a Shakespeare - I misteri di Lily Bard 2 (Shakespeare's Champion) (1997) ISBN 0-440-22421-7
3. Shakespeare's Christmas (1998) ISBN 0-312-19330-0
4. Shakespeare's Trollop (2000) ISBN 0-312-26228-0
5. Shakespeare's Counselor (2001) ISBN 0-312-27762-8

### Ciclo di Sookie Stackhouse (The Southern Vampire Mysteries)
1. Finché non cala il buio (Dead Until Dark) (2001) ISBN 0-441-00853-4
2. Morti viventi a Dallas (Living Dead in Dallas) (2002) ISBN 0-441-00923-9
3. Il club dei morti (Club Dead) (2003) ISBN 0-441-01051-2
4. Morto per il mondo (Dead to the World) (2004) ISBN 0-441-01167-5
5. Morto stecchito (Dead as a Doornail) (2005) ISBN 0-441-01279-5
6. Decisamente morto (Definitely Dead) (2006) ISBN 0-441-01400-3
7. Morti tutti insieme (All Together Dead) (2007) ISBN 0-441-01494-1
8. Di morto in peggio (From Dead to Worse) (2008) ISBN 978-0-441-01589-4
9. Morto e spacciato (Dead and Gone) (2009) ISBN 0-441-01715-0
10. Morto in famiglia (Dead in the Family) (2010) ISBN 978-0441018642
11. Resa dei conti mortale (Dead Reckoning) (2011) ISBN 9788865301661
12. A un punto morto (Deadlocked) (2012) ISBN 9788865302699
13. Morti per sempre (Dead Ever After) (2013)

#### Altri libri
1. Un tocco di morte (A Touch of Dead) (2009) ISBN 9788876250903 - raccolta di brevi racconti dell'universo di Sookie Stackhouse
2. After Dead: What Came Next in the World of Sookie Stackhouse (2013) ISBN 0425269515 - un epilogo con il futuro di ciascun personaggio della saga

### Serie Harper Connelly
1. L'ultimo istante (Grave Sight) (2006)
2. Tomba a sorpresa (Grave Surprise) (2007)
3. Una tomba fredda ghiacciata (An Ice Cold Grave) (2008)
4. Il segreto della tomba (Grave Secret) (2009)

### Trilogia Midnight, Texas
1. Midnight Texas - La città della notte (Midnight Crossroad) (2014)
2. Day Shift (2015)
3. Night Shift (2016)

### Altri
1. Sweet and Deadly (1981) ISBN 0-395-30532-2
2. A Secret Rage (1984) ISBN 0-395-35323-8